# 950 Ahrensa
950 Ahrensa је астероид главног астероидног појаса. Приближан пречник астероида је 15,03 , 
а средња удаљеност астероида од Сунца износи 2,372 астрономских јединица (АЈ). 
Инклинација (нагиб) орбите у односу на раван еклиптике је 23,459 степени, а орбитални период износи 1335,078 дана (3,655 године). Ексцентрицитет орбите астероида износи 0,157. 
Апсолутна магнитуда астероида износи 11,60 а геометријски албедо 0,179.
Астероид је откривен 1. априла 1921. године.